# HMAS Woomera
El HMAS Woomera fue un buque auxiliar de guerra australiano operado por el Ejército australiano y la Marina Real Australiana (RAN). Construido en Fremantle, Australia Occidental, fue uno de una clase de 32 buques de motor de madera destinados al Departamento de Comercio, pero luego asignados al Ejército. Inicialmente entró en servicio a fines de 1945 como AV 1356 (Ashburton), antes de ser transferido a la RAN el 23 de enero de 1946 y comisionado como Woomera. La función principal del barco era transportar provisiones y arrojar al mar el excedente de munición obsoleta de los tres servicios militares. En esta función, visitó muchos puertos en Australia y Nueva Guinea.

## Hundimiento
En la mañana del 11 de octubre de 1960, bajo el mando del teniente comandante Doug Marshall, el Woomera zarpó del puerto de Sídney con aproximadamente 130 toneladas de proyectiles de 6 pulgadas y 3 toneladas de bengalas de paracaídas de avión sin embalar para arrojarlas al océano. Poco antes de las 10:00 horas, durante la operación de vertido, Marshall observó a un miembro de la tripulación recoger una bengala que parecía tener el paracaídas desplegado y enredado. Cuando el miembro de la tripulación intentó desalojar el paracaídas, Marshall escuchó un crujido y quedó cegado temporalmente por un destello brillante cuando explotaron las provisiones que se estaban sacando de la bodega.
El Woomera, que ya estaba en llamas, emitió una señal de socorro indicando su posición a 37 km (23 mi) al sureste de Sydney Heads. La señal de socorro fue respondida por el HMAS Quickmatch y el HMS Cavendish, que realizaban ejercicios a unas pocas millas de la posición del Woomera. Sus tripulaciones observaron humo en el horizonte e inmediatamente fijaron un rumbo para ayudar. La explosión y el fuego, alimentados por su carga de municiones, dañaron gravemente el barco de madera y los miembros de la tripulación comenzaron a abandonar el barco sin esperar órdenes de Marshall. Al llegar al lugar alrededor de las 10:30, el Quickmatch lanzó botes para recoger a los sobrevivientes vistos en el agua, mientras que Cavendish se posicionó junto al Woomera en llamas , intentando combatir el fuego.
Se rescataron 25 supervivientes, pero solo se informó de heridas leves. Algunos supervivientes informaron haber sido atacados por varios albatros mientras esperaban el rescate. A bordo del Quickmatch, un recuento confirmó que dos hombres, el marinero Barrie Baker y el marinero Robert Herd, estaban desaparecidos. Baker y Herd, que no formaban parte de la tripulación regular, formaban parte de un grupo de trabajo embarcado a bordo del Woomera para ayudar con el vertido. Unos minutos más tarde, a las 11.04, el Woomera se hundió. Cavendish se unió entonces al Quickmatch para buscar a los hombres desaparecidos a sotavento del naufragio, pero a las 14.00 no había logrado localizarlos.